# Peter Gans
Peter Gans (Noordwijk aan Zee, 1937) is een Nederlands voormalig voetbalscheidsrechter die van 1975 tot 1983 in de Eredivisie floot. In 1983 stopte hij met het fluiten van wedstrijden, hij bereikte de leeftijdsgrens van 47 jaar.